# Adobe Illustrator
Az Adobe Illustrator egy vektorgrafikus szerkesztő, amelyet az Adobe Systems fejlesztett ki. A legújabb, Illustrator CC nevű verzió a termékvonal tizenhetedik generációja. A képszerkesztő programmal elsősorban vektorgrafikákat készíthetünk szabványos rajzeszközök és szerkesztési lehetőségek használatával. Az Illustrator egy nyomdai vagy webes tartalmak elkészítésére használt vektorgrafikai alkalmazás, melyet vállalati logók, weboldaltervek, marketingcélú grafikák, művészi feldolgozások és számos más típusú grafika létrehozására használnak.

## Története

### 1-1.6 verziók (Illustrator 88)
Az Adobe Illustratort eredetileg Apple Macintosh számítógépeken való futtatásra készítették. 1986 decemberében készült el, szállítását pedig 1987 januárjában kezdték meg, mint az Adobe belső fontfejlesztő alkalmazásának kereskedelmi változata. Az Illustrator ekkor a Photoshop kísérőprogramja – míg utóbbi elsősorban a digitális fotómanipulációra és a fotorealisztikus számítógépes illusztrációkra koncentrál, az Illustrator a dizájn nyomdai és logótervezési területein, a betűtípusok tervezésében hasznos. Ez volt az első grafikai program, amely a grafikák megalkotásához Bézier-görbéket használt. A korai reklámokban (amelyek jellemzően grafikus szaklapokban, így például a Communication Artsban jelentek meg) Adobe Illustratornak nevezik a terméket. Az 1.7-es verziót, amelyek 1988-ban dobtak piacra, Illustrator 88-nak nevezték el, ebben egy sor új eszköz és funkció kapott helyet. 2011-ben az Illustrator 88 fájlformátumát a MATLAB programnyelvben használják.

### 2-5 verziók
Bár fejlesztésének első évtizede során az Illustratort elsősorban a Macintoshra készítették, szórványosan más platformokat is támogatott. A '90-es évek első felében az Adobe a NeXT, Silicon Graphics és Sun Solaris platformokra is adott ki különféle Illustrator-verziókat, gyenge piaci teljesítményük miatt azonban ezek fejlesztését nem folytatták. A legelső Windows alá készített verzió, a 2.0 1989-ben került publikálásra. A soron következő Windowsra készült verzió a 4.0 volt, amely komoly kritikákat váltott ki, mivel a Macintosh 3.0 verzió helyett az Illustrator 1.1-re emlékeztetett, és jóval gyengébb képességekkel bírt, mint a Windows platformon akkoriban legnépszerűbb CorelDRAW csomag. Ebben ugyanakkor helyet kapott az előnézetben való szerkesztés funkciója, amely a Macintosh verzióban az 1993-as 5.0-ig nem jelent meg.

### 6-10 verziók
Az Illustrator 6-ot 1996-ban mutatták be. Ebben a változatban az Adobe radikálisan átalakította a felhasználói felületet, ami miatt sok felhasználó döntött úgy, hogy nem vásárolja meg az új, jelentősen átalakított programot. Ebben a változatban jelent meg a TrueType betűtípus, amivel lényegében lezárult a Postscript Type 2 és a TrueType közötti „fontháború”. A Photoshophoz hasonlóan az Illustrator 6 már támogatta a bővítményeket is, ami képességeinek nagymértékű s gyors bővítését tette lehetővé.
Az 1997-ben megjelent 7-es verzió biztosította az átjárhatóságot a Macintosh és Windows verziók között, ami lehetővé tette, hogy a grafikusok sztenderdizálják Illustratorban készített munkáikat. 1996-ban a CorelDRAW Macintoshra szánt változata is megjelent, ez azonban már megkésett lépés volt, a grafikusok az alapján használták az Illustratort, a CorelDraw-t vagy a FreeHandet, hogy melyikkel dolgoztak korábban és többet. A FreeHandben ekkor még található több olyan funkció, amelyek az Illustratorban nem kaptak helyet (nagyobb százalékos méretezés, fejlett keresési és behelyettesítési funkció, szelektív sarokkerekítés stb.).
Az Adobe 1994-ben felvásárolta az Aldust, az amerikai Szövetségi Kereskedelmi Bizottság azonban utólag kivonta ennek hatálya alól a FreeHandet, mivel ennek Adobe-hoz kerülése aránytalanul csökkentette volna az Illustrator piaci konkurenciáját. A FreeHandet végül a Macromedia vásárolta meg annak eredeti fejlesztőjétől, az Altsystől, és egészen 2004-ig folytatta a szoftver fejlesztését.
A Photoshop és az Illustrator közötti különbségek az internet elterjedésével váltak nyilvánvalóvá. Az Illustratorban így helyet kapott a webközzététel, a PDF és SVG támogatása is. Az Adobe az SVG vektorgrafikai formátum egyik korai fejlesztője volt, az Illustrator pedig az SVG File Format bővítmény segítségével exportált SVG fájlokat. A 2000-ben bemutatott Adobe SVG Viewer (ASV) használatával a felhasználók a legtöbb népszerű böngészőben megtekinthették az SVG képfájlokat, ezt az alkalmazást azonban 2009 után nem támogatták tovább. Az SVG natív támogatása a legnépszerűbb böngészők körében ugyanakkor csak az Internet Explorer 9 2011-es megjelenésével vált teljessé.
A 9-es verzió egy követőfunkciót is tartalmazott, hasonló az Adobe korábbi Streamline termékében megtalálhatóhoz.

### CS-CS6 verziók
Az Illustrator CS volt az első, amely háromdimenziós funkciókat is tartalmazott, lehetővé téve a felhasználók számára 3D objektumok létrehozását.
Az Illustrator CS2 (a 12-es verzió) Mac OS X és Microsoft Windows operációs rendszerekre is megjelent. Ez volt az utolsó olyan Mac-re készült verzió, amely nem futott natívan az Intel processzorain. Az Illustrator CS2-ben bemutatott új funkciók között volt a Live Trace és a Live Paint. A Live Trace segítségével bitmap képeket alakíthatunk vektorokká, a Live Paint pedig rugalmasabb lehetőségeket biztosít a felhasználóknak az egyes objektumok színezésére.
A CS2 megjelenésének évében az Adobe bejelentette, hogy felvásárolják a Macromediát egy tőzsdei csereügylet során, amelynek értékét 3,4 milliárd dollárra becsülték. Ezzel 2007-ben az Adobe birtokába került – a teljes Macromedia termékcsaláddal együtt – a FreeHand is, amelynek fejlesztését és támogatását hivatalosan felfüggesztették. A korábban FreeHandet használók számára különféle eszközöket és támogatást biztosítottak, hogy könnyen áttérhessenek az Illustrator használatára.
A CS3-ban frissítették a vezérlőpult felületét, és számos más funkció mellett a Live Colort is. Ezt a verziót 2007. március 27-én adták ki.
A CS4 verziót 2008 októberében adták ki. Ebben több olyan új eszközt is bemutattak, amelyeket a korábban megszerzett FreeHandből vettek át. Többek között a több rajztábla létrehozásának lehetősége is a CS4 egyik újítása volt, ami lehetővé teszi, hogy egy munka több változatát is elkészíthessük egyetlen dokumentumon belül.
A CS5 2010 áprilisában jelent meg, és több más újítás között magával hozta a FreeHandből átvett Perspektívarácsot.
A CS6 verzió az Adobe Illustrator tizenhatodik generációja volt, 2012. április 23-án jelent meg. Több új funkciót és hibajavítást tartalmazott, többek között egy új felhasználói felületet, a Rétegek panelt és RGB kódokat.

### Creative Cloud
Az Adobe Creative Cloud stratégiájának részeként adta ki a tizenhetedik generációt, az Illustrator CC-t. Ezt már kizárólag előfizetéses modellben értékesítik, ahogyan a korábbi Creative Suite többi szoftverét is.

## Fordítás
Ez a szócikk részben vagy egészben  az   Adobe Illustrator című angol Wikipédia-szócikk ezen változatának fordításán alapul.  Az eredeti cikk szerkesztőit annak laptörténete sorolja fel. Ez a jelzés csupán a megfogalmazás eredetét és a szerzői jogokat jelzi, nem szolgál a cikkben szereplő információk forrásmegjelöléseként.